# Marco Giampaolo
Marco Giampaolo (né le 2 août 1967 à Bellinzone, dans le canton du Tessin, en Suisse) est un footballeur et entraîneur de football italien.

## Biographie
Sur le point de se faire licencier par Brescia Calcio, il disparaît pendant 72h et ne donne plus de nouvelles au club. Les dirigeants annoncent publiquement qu'ils ne le limogeraient pas s'il donnait rapidement des nouvelles. Après cette annonce et ces trois jours sans nouvelles, il revient et se fait ensuite virer.
Après quelques mois au poste d'entraîneur du Milan AC, il est limogé en octobre 2019.
Le 18 janvier 2021, il est limogé du Torino FC. Arrivé en début de saison 2020, le technicien italien n'a pas franchement réussi à imposer sa patte chez les Grenats.